# 標津川
標津川（日语：／ Shibetsugawa */?）是位於日本北海道東部流入鄂霍次克海的二級河川，其源頭為位於標津岳，往東南方向進入根釧台地後，再轉往東北方向經過中標津町市區及標津町市區，最後在野付半島北側注入鄂霍次克海。

## 歷史
1932年開始，為了將下游周邊的濕地改造成農地，開始將河道截彎取直。2002年，為了恢復河川的生態環境，開始實驗將過去被截彎取直的河道恢復使用原本蜿蜒的舊河道。

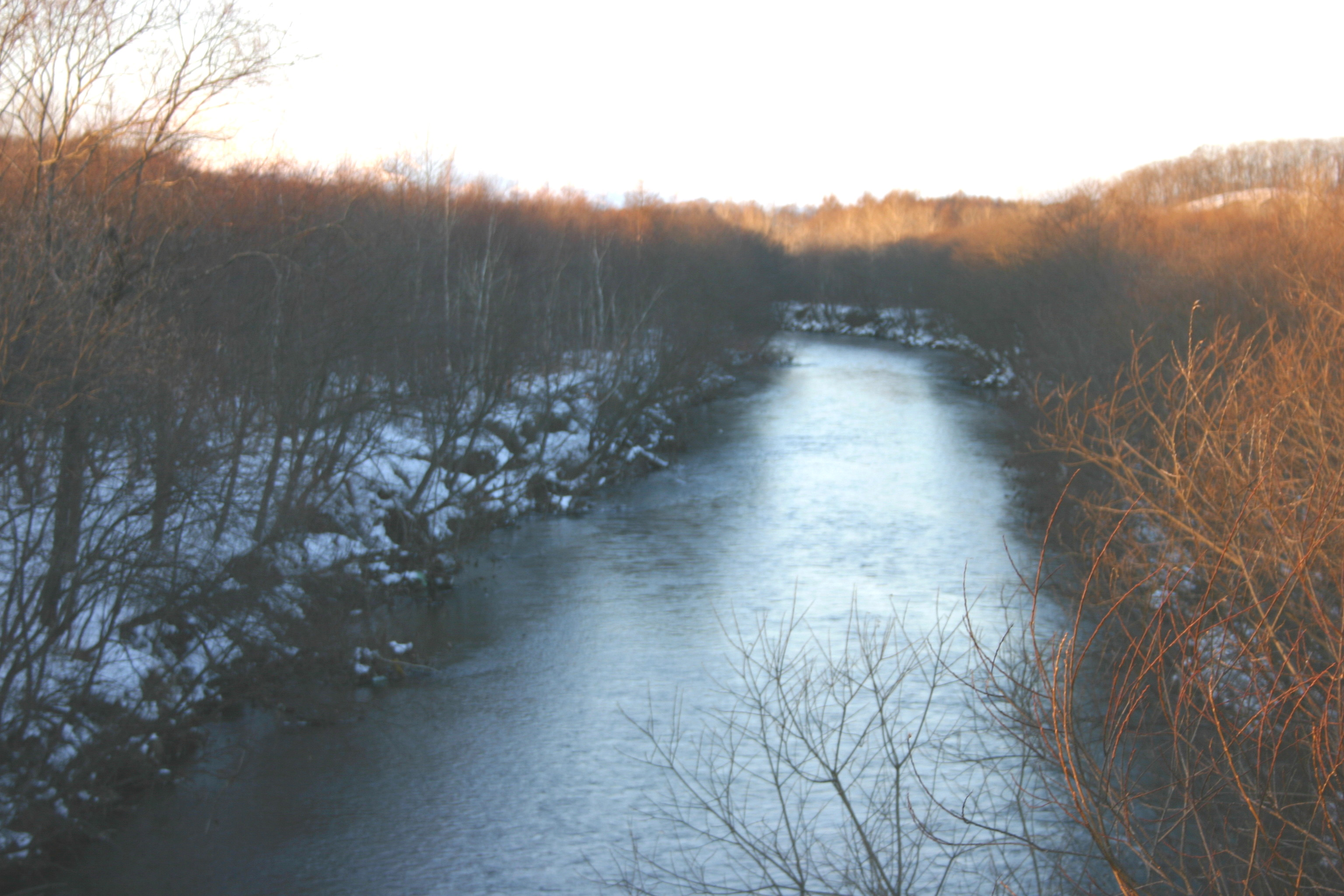
從真橋看到的標津川